# Koumansetta rainfordi
Koumansetta rainfordi é uma espécie de peixe da família Gobiidae e da ordem Perciformes.

## Morfologia
- Os machos podem atingir 8,5 cm de comprimento total.[3][4]

## Habitat
É um peixe marítimo, de clima tropical (22 °C-30 °C) e associado aos recifes de coral que vive entre 2–30 m de profundidade.

## Distribuição geográfica
É encontrado no Oceano Pacífico ocidental: nas Ilhas do Almirantado, Austrália, Fiji, Indonésia, nas Ilhas Marshall, Micronésia, Palau, Papua-Nova Guiné, nas Filipinas, Taiwan, Tonga e Vietname.

## Observações
É inofensivo para os humanos.